# Iani Chaos
Iani Chaos ist, wie viele Regionen östlich der Valles Marineris, als chaotische Region charakterisiert. Morphologisch wird das Gebiet von stark erodierten, isolierten Restbergen geprägt.